# Vierde Elfstedentocht
De vierde Elfstedentocht werd op 12 februari 1929 gereden.

## Twaalf jaar wachten
Na twee tochten in 5 jaar mocht de Vereniging De Friesche Elf Steden eigenlijk niet klagen. Na de laatste tocht in 1917 brak echter een rustigere tijd aan. Twaalf jaar zou het duren voordat de tocht wederom georganiseerd kon worden. Toen de vorst in de winter van 1928 op 1929 goed doorzette, was het dan ook niet verwonderlijk dat opnieuw de elfstedenkoorts uitbrak. Het vroor die winter zo hard, dat niet alleen de Zuiderzee, maar ook de Waddenzee bevroor. Auto's reden naar de eilanden en terug. Een Elfstedentocht kon niet uitblijven: op 7 februari maakte de vereniging bekend dat de tocht op 12 februari verreden zou worden.

## Weersomstandigheden
Het kwik daalde die twaalfde februari tot 18 graden onder nul. Dit gecombineerd met een snijdende noordenwind zorgde ervoor dat de tocht een van de zwaarste ooit is geworden. Niet alleen Nederland, maar heel Europa ging gebukt onder de zware vorst. In Berlijn werd 22 graden onder nul gemeten, in Moskou vroor het 37 graden en men hoorde dat het in Mongolië 57 graden onder nul moet zijn geweest.

## De start
In de eerste Elfstedentocht en de tweede Elfstedentocht kwamen veel schaatsers niet opdagen omdat ze het ijs niet vertrouwden. Bij de start van de vierde Elfstedentocht kwamen mensen echter niet opdagen omdat het te koud was. Van de 268 schaatsers voor de toertocht kwamen 65 niet opdagen. Bij de wedstrijdrijders gaven slechts vier het van tevoren op, waardoor er 98 aan de start verschenen. Veel publiek kwam er niet opdagen om de mannen te zien vertrekken. Slechts een enkele Leeuwarder liet zich zien bij de start aan de Willemskade. Om achttien minuten over vijf vertrokken de elfstedentochtrijders.

## De wedstrijd
Meteen na de start lag Karst Leemburg uit Leeuwarden op kop, maar al snel wisten Cor Jongert uit Ilpendam en Nico Pronk uit Warmenhuizen de koppositie in te nemen. Pronk en Jongert hadden bij de terugweg van Dokkum naar Leeuwarden een voorsprong opgebouwd van 4 minuten op de achtervolgersploeg bestaande uit Uiltje Stienstra, Catharinus Stienstra, Arie van Beekum en G. Wieberdink. In Harlingen werd Leemburg uitgenodigd voor koffie bij een oom. De uitnodiging werd aangenomen, want Leemburg lag immers al 20 minuten achter op de koploper. Hierna voltrok zich een van de meest opmerkelijke episoden uit de Elfstedengeschiedenis. In Hindeloopen kwam om elf uur niet het duo Pronk en Jongert aan, maar Karst Leemburg. In een stuk van veertig kilometer was een achterstand van twintig minuten omgebogen in een voorsprong van achttien minuten. Leemburg bleef vervolgens de hele rit aan kop schaatsen, maar bij IJlst stelde de voorsprong al niet veel meer voor, slechts 3 minuten op Jongert.

## De finish
Hoe stil het was bij de start, zo vol was het bij de finish in Leeuwarden. Het zag zwart van de mensen bij de Willemskade waar de schaatsers zouden binnenkomen. Onder het publiek heerste een opgewonden stemming. Er lag niet alleen een Fries aan kop, maar zelfs een Leeuwarder! Leemburg, die opnieuw een sprint had ingezet toen hij hoorde hoe dicht zijn achtervolgers bij hem waren, wist weer een voorsprong op te bouwen. Veel Friezen lieten Karst Leemburg een stuk achter hun rug schaatsen om te zorgen dat hij een beetje uit de wind bleef. In deze tijd keek niemand hier van op. Het werd gerekend tot thuisvoordeel. In een tijd van 11 uur en 9 minuten kwam Leemburg over de finish. Toen het Elfstedenbestuur op hem af kwam om de winnaar te feliciteren sprak hij de woorden: Earst nei myn âlde mem! (Eerst naar mijn oude moeder!)

## Uitslag

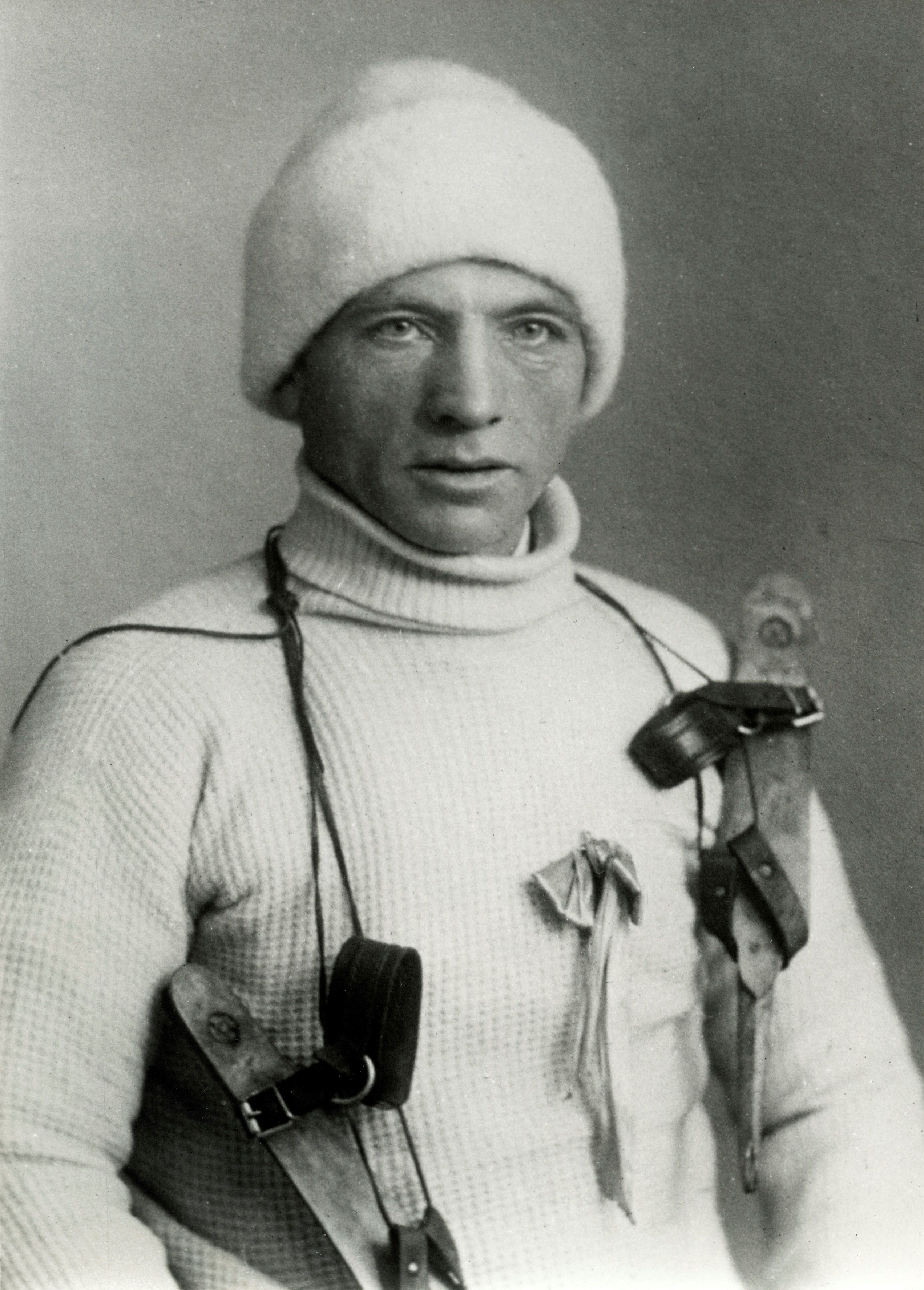
Winnaar Karst Leemburg (1929)

| Positie | Naam                | Woonplaats   | Tijd  |
| ------- | ------------------- | ------------ | ----- |
| 1       | Karst Leemburg      | Leeuwarden   | 11.09 |
| 2       | Cor Jongert         | Ilpendam     | 11.17 |
| 3       | Sjouke Westra       | Warmenhuizen | 11.48 |
| 4       | Fokke van der Heide | Leeuwarden   | 11.52 |
| 5       | Sipke Dijkstra      | Cornjum      | 12.38 |
| 6       | W. Meyerink         | Elden        | 12.38 |
| 7       | S. Kooistra         | Warga        | 12.47 |
| 8       | Durk van der Duim   | Warga        | 12.52 |
| 9       | Uiltje Stienstra    | Leeuwarden   | 12.57 |
| 10      | Cathrinus Stienstra | Leeuwarden   | 12.57 |

## De schaatsers
Van de 206 toerrijders haalden 103 de finish. Van de wedstrijdrijders wisten 11 binnen de beoogde twee uur na de winnaar binnen te komen. Niet allen haalden de finish niet omdat zij niet snel genoeg waren. Een wedstrijdschaatser hielp bij Dokkum om een meisje uit een brandend huis te redden. Hierna vond hij zijn achterstand te groot om nog verder te kunnen schaatsen. In het Eerste Friese Schaatsmuseum te Hindeloopen is nog een bijzondere rariteit van de vierde Elfstedentocht te zien, de afgevroren teen van Karst Leemburg. Op sterk water staat deze in een vitrinekast.
Er deed deze editie voor het eerst een buitenlander mee, de Amerikaan Louis Albert Sussdorff Jr., secretaris van de Amerikaanse legatie te Riga, die de tocht halverwege moest staken. Vier jaar later nam hij weer deel, aan de tocht van 1933. Ditmaal lukte het hem wél om als eerste buitenlander het felbegeerde Elfstedenkruisje te halen.
vóór 1909 
· 1e (2 januari 1909)
· 2e (7 februari 1912)
· 3e (27 januari 1917)
· 4e (12 februari 1929)
· 5e (16 december 1933)
· 6e (30 januari 1940)
· 7e (6 februari 1941)
· 8e (22 januari 1942)
· 9e (8 februari 1947)
· 10e (3 februari 1954)
· 11e (14 februari 1956)
· 12e (18 januari 1963)
· 13e (21 februari 1985)
· 14e (26 februari 1986)
· 15e (4 januari 1997)